# پل مک‌کارتی
پل مک‌کارتی (به انگلیسی: Paul McCarthy) هنرمند معاصر اهل آمریکا است. وی که ابتدا به عنوان نقاش وارد دنیای هنر شد، امروزه بیشتر برای ویدئو آرت‌ها، پرفورمنس آرت‌ها و تندیسهایش شناخته شده‌است.
وی از جمله هنرمندان تاثیرگذار است.